# 文心雕龍譯注
《文心雕龍譯注》是陸侃如和牟世金對於《文心雕龍》所作的譯本。

## 成書
據牟世金所記，在解放前，他曾經讀過一本「廣注」的《文心雕龍》，但是當時根本看不懂，因此希望如果能讀到一種今譯本就好。至1958年，山東大學成仿吾校長親領中文系師生編寫文學史，陸侃如和牟世金被任命為漢魏六朝段的負責人，分工時由其他人先選，結果陸侃如寫緒論，他寫《文心雕龍》一部份，因此再一次引起想讀到《文心雕龍》譯本的願望。三年後，陸侃如和牟世金決定自己來譯。
1962年9月，陸牟合譯的《文心雕龍選譯》上冊由山東人民出版社出版，1963年7月又出版了下冊，一共譯注了全書25篇。1981年，牟世金在《文心雕龍選譯》之上，再作修訂，並全譯了尚未完成的25篇。

## 評價
出版之後經過數次的再版，發行量達到了十萬冊。
石家宜評價此書的引言「縱振捭闔，層層推進：條分縷析，益見謹細」，以分析《文心》整個體系來說的書籍來說，是不可多見的。而且作者對於他所引的資料全部都找原文查證，不使用第一手資料，可見他對於尊重歷史的態度。王樹村指，此書相比起周振甫的注和范文瀾的《文心雕龍注》的，注解的數目差不多是兩本書總和的一倍半，可見於作者對於注解的深入程度。

## 抄襲
2001年，北京燕山出版社所出版的《中國古典文學薈萃·文心雕龍》，上冊譯文基是照搬《譯注》，下冊「附錄」抄錄了長篇的「引論」。2009年，內蒙古出版社所出版的《中國傳統文化經典叢書·文心雕龍》，「導讀」和「譯文」基本抄自譯注。2009年北京燕山出版社的《中國古代文化集成·文心雕龍》，大部份譯文來自於《譯注》。三部書目都沒有說明引用或參考了陸、牟二人的著作。:283